# 歐陽熙 (光緒進士)
歐陽熙（？—？），江西省九江府彭澤縣人，清朝政治人物、進士出身。
光緒十五年（1889年），参加光緒己丑科殿試，登進士二甲50名。同年五月，改翰林院庶吉士。光緒十六年四月，散館，著以部属用。